# Royersbrug
De Royersbrug is een brug in het Antwerpse havengebied op de rechteroever van de Schelde. De brug ligt over het zuidwestelijk hoofd van de Royerssluis, de toegang naar de Schelde.
De Royersbrug is combinatie van rolbrug en basculebrug. De Vlaamse overheid noemt het een hydraulische scharnierende hefbrug.De daadwerkelijke brug is tevens de zuidelijke sluisdeur. In geopende toestand rolt deze in een gat in de oostelijke kade, in gesloten toestand wordt dit gat gesloten door een basculebrug. Bij (voor scheepvaart) geopende sluisdeur hangt deze basculebrug boven de sluisdeur.
Als deze brug open is voor het scheepvaartverkeer, kan het wegverkeer de sluis nog steeds passeren langs de Lefèbvrebrug aan het andere hoofd van de sluis.
De brug en de gelijknamige sluis zijn genoemd naar de Antwerpse stadsingenieur Gustaaf Royers (1848-1923), hoofd van de Dienst der Stadswerken.
Tot 1982 konden er goederentreinen over deze brug rijden. Net over de brug bij de Litouwenstraat is een deel van die spoorlijn nog aanwezig en verderop ook in gebruik. De lijn liep vanuit het nieuwere havengebied in het noorden langs de Rijnkaai en aan de zijkant van de weg naast de Schelde helemaal naar het zuiden bij Hemiksem.
Het gehele complex staat wel op de erfgoedlijst, maar is niet beschermd. Als gevolg daarvan wordt het hele complex tot 2025 vernieuwd, waar bij de oude bruggen en de sluis niet behouden blijven. Alleen een paar gebouwen blijven staan. De sluis wordt verbreed.
Albertbrug · Asiabrug · Berendrechtbrug · Boudewijnbrug · Droogdokbrug · Farnesebrug · Frederik Hendrikbrug · Kattendijkbrug · Kempischebrug · Kruisschansbrug · Lefèbvrebrug · Lillobrug · Londenbrug · Luikbrug · Meestoofbrug · Melselebrug · Mexicobrug · Nassaubrug · Noorderlaanbrug · Noordkasteelbrug · Noordlandbrug · Oosterweelbrug · Oudendijkbrug · Petroleumbrug · Royersbrug · Siberiabrug · Straatsburgbrug · Van Cauwelaertbrug · Willembrug · Wilmarsdonkbrug · Zandvlietbrug · Ophaalbrug Merksem Groot Dok · Ophaalbrug Merksem Klein Dok